# Ennet
Az Ennet (株式会社エネット) japán vezető meghatározott mértékű villamosenergia-szolgáltatója, az NTT Facilities, a Tokyo Gas és az Osaka Gas közös vállalata, melyet 2000. július 7-én alapítottak Tokióban. A vállalat neve az angol energy (energia) és a network (hálózat) szavak összerántásából ered.

## Főbb részvényesei
1. NTT Facilities Inc. — 40%
2. Tokyo Gas Co., Ltd. — 30%
3. Osaka Gas Co., Ltd. — 30%